# جون تورنر (لاعب كرة قدم أمريكية)
جون تورنر (بالإنجليزية: John Turner)‏ هو لاعب كرة قدم أمريكية أمريكي، ولد في 22 فبراير 1956 في ميامي في الولايات المتحدة.